# جزر دوك أوف يورك
جزر دوك أوف يورك (بالألمانية: Duke of York Islands) هي مجموعة من الجزر تقع في مقاطعة بريطانيا الجديدة الشرقية في دولة بابوا غينيا الجديدة. وهي موجودة في قناة سانت جورج بين جزيرة نيو بريتين وجزيرة أيرلندا الجديدة وتشكل جزءً من أرخبيل بسمارك. سُميت الجزيرة بهذا الاسم سنة 1767 من قِبل فيليب كارتيريت للأمير إدوارد ابن فريدريك أمير ويلز وأصغر اخوان جورج الثالث ملك المملكة المتحدة.

## التاريخ
خلال الفترة بين سنتي (1870 - 1880) بدأت الشركات الألمانية التجارية باستغلال الجزيرة تجارياً. حيثُ وصل وكلاء التاجر الألماني جي سي جودفروي قادمين من جزر كارولين سنة 1872، وأسسوا محطة تجارية في الجزيرة سنة 1876.
اختفت بالقرب من الجزيرة الغواصة HMAS AE1 في 14 سبتمبر 1914 نتيجة حادث ما، أخيراً أعلن عن العثور على حطام الغواصة قرب ميناء رابول في 21 ديسمبر 2017 بعد 13 مهمة بحث، وعثر على حطام الغواصة على عمق 300 متر، وتعتبر هذه الغواصة أول خسارة للحلفاء في الحرب العالمية الأولى وكان على متنها 35 شخص.